# アンカイオス
アンカイオス（古希: Ἀγκαῖος, Ankaios, ラテン語: Ancaeus）は、ギリシア神話の人物である。リュクルゴスの息子とサモス島の領主があり、同名の別人とされるが、アポロドーロスには後者の言及がない。ともにポセイドーンの息子とされる場合があり、アルゴナウタイの一人に数えられ、猪に殺されるという共通点を持ち、しばしば混同される。
ここではロバート・グレーヴスに従い、リュクールゴスの息子を「大アンカイオス」、サモス島の領主を「小アンカイオス」として記述する。

## 大アンカイオス
アルカディアー地方の王リュクールゴスの息子。母はクレオピューレーあるいはエウリュノメーとされる。アポロドーロスではポセイドーンの子とする記述もある。兄弟にエポコス、アムピダマース、イーアソスがある。イオーティスを妻とし、息子アガペーノールをもうけた。
アルゴナウタイに加わり、ティーピスの死後アルゴー船の舵取りを務めた。アルゴナウタイではヘラクレス、テセウスに次ぐ武勇をあげる。帰還後、カリュドーンの猪狩りに兄弟のエポコスあるいはケーペウスとともに参加した。メレアグロスがアタランテーを狩に加えようとしたとき、アンカイオスは女とともに狩りをすることに異議を唱えたとされる。狩で、アンカイオスは斧（ラブリュス）を持って猪に立ち向かったが、突き殺された。
アンカイオスの息子アガペーノールは、スパルタのヘレネーの求婚者のひとりとなり、アルカディアー人を率いてトロイア戦争に参加した。

## 小アンカイオス
サモス島の領主。アルゴナウタイの航海から帰還後、ある予言者がアンカイオスに対して、「決して自分のブドウ園のブドウ液を飲むことがないだろう」と予言した。ブドウの収穫が終わったときに、アンカイオスはこの予言者を呼び出し、目の前でブドウ液の杯を口に運んで見せた。予言者は「唇と杯との間には、まだ多くのものがある！」と告げた。1頭の猪がブドウ園を荒らしているという報告が入ったのはちょうどそのときで、アンカイオスはまだ口を付けていなかった杯を置いて、猪を倒すために館から走り出たが、茂みに潜んでいた猪に殺されたという。この逸話は後世の教訓話、ことわざとなって伝えられている。

## 参考図書
- アポロドーロス『ギリシア神話』（高津春繁訳、岩波文庫）
- ロバート・グレーヴス『ギリシア神話』（上・下、高杉一郎訳、紀伊國屋書店）
- カール・ケレーニイ『ギリシアの神話』（「神々の時代」・「英雄の時代」、高橋英夫訳、中央公論社）
- ロドスのアポローニオス、岡道男訳 『アルゴナウティカ　アルゴ船物語』 講談社文芸文庫、1997年。上記の改訂版
- ロドスのアポローニオス、堀川宏訳 『アルゴナウティカ』 京都大学学術出版会〈西洋古典叢書〉、2019年